# Linke-Hofmann R.I
Le Linke-Hofmann R.I est un prototype de bombardier lourd conçu et construit par la société allemande Linke-Hofmann pendant la Première Guerre mondiale. Seuls quatre exemplaires ont été terminés avant l'abandon du projet à la suite de phases de tests décevantes. L'appareil n'a donc jamais été utilisé par la Luftstreitkräfte.

## Conception et développement
Linke-Hofmann est l'un des nombreux fabricants allemands en concurrence pour construire des Riesenflugzeug (avions géants) pour l'armée de l'air allemande pendant la Première Guerre mondiale, malgré le fait que Linke-Hofmann était alors principalement un fabricant de matériel roulant ferroviaire, avec peu d'expérience aéronautique (l'entreprise est aujourd'hui nommée Alstom Transport Deutschland (en) et reste concentrée sur ce secteur). Le Linke-Hofmann R.I, dont la conception démarre au printemps 1916, est une réponse à cette demande de l'armée allemande pour des grands bombardiers.
En prévoyant un très grand écartement des ailes supérieure et inférieure qui est comblé entièrement par le fuselage, le concepteur du R.I, Paul Stumpf, réussit à rendre les quatre moteurs Mercedes D.IVa (en) de l'appareil accessibles même en vol, ce qui permet d'envisager des changements de configuration et des réparations. Cependant, le fait que les moteurs soient à l'intérieur du fuselage engendra de graves problèmes de refroidissement et de vibration pendant le développement de l'appareil. Ces quatre moteurs d'une puissance nominale de 260 ch ne font tourner que deux hélices grâce à un système de boîtes de vitesse.

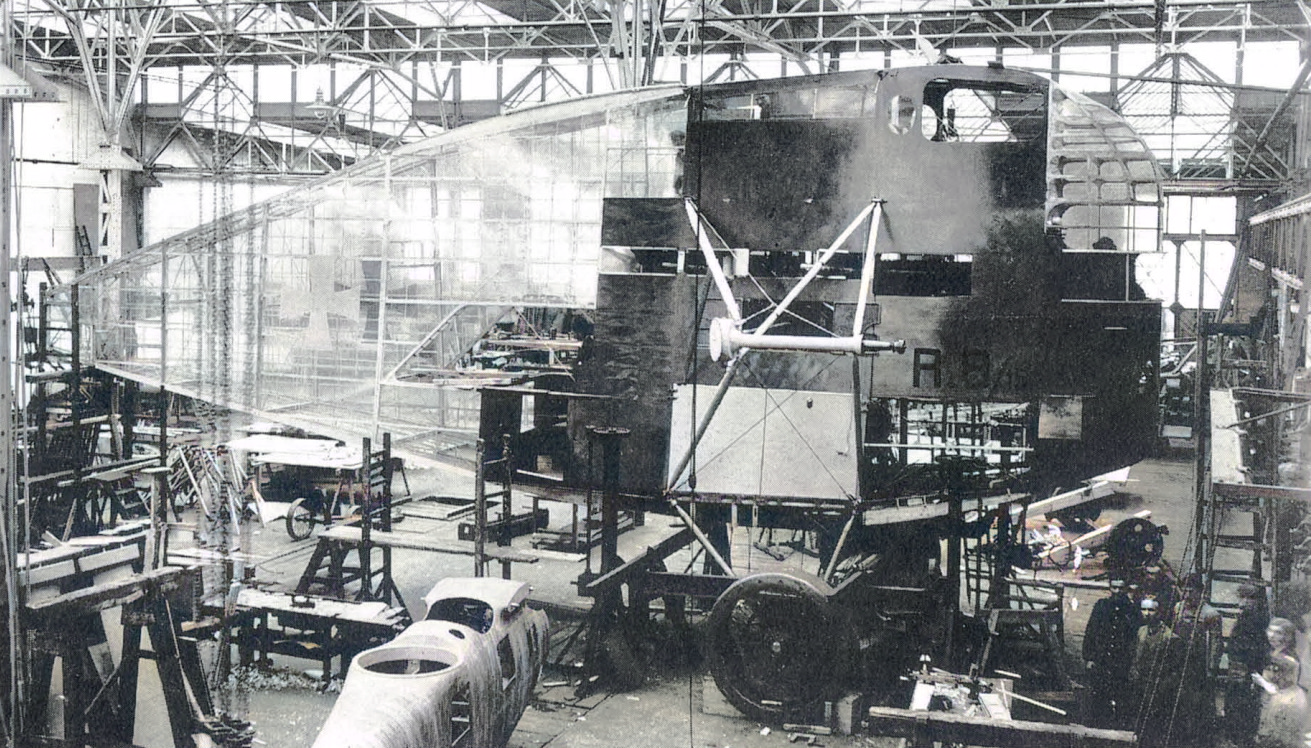
Exemplaire 8/15 en construction.

Le premier prototype de R.I construit présente une originalité supplémentaire. En effet, l'essentiel de son fuselage en bois est recouvert d'acétate de cellulose, une matière plastique qui a pour effet de le rendre transparent sur toute la moitié arrière. Le deuxième exemplaire construit fut, quant à lui, recouvert de tissu à motif camouflage en losanges (en), le type le plus commun de l'aviation allemande.
L'acétate de cellulose remplit initialement son rôle, à savoir rendre l'avion moins visible, car à moitié transparent. Cependant, lors des premiers essais en vol, il s'avère que ce fuselage en plastique réfléchit le soleil et jaunit rapidement sous l'effet des rayons ultraviolets. De plus, il a tendance à se contracter ou s'étirer en fonction des variations de température, ce qui pose des problèmes d'assiette pour l'avion.
La section avant du fuselage est divisée en trois niveaux. Le supérieur abrite les pilotes et la station radiotélégraphique, le central renferme le compartiment moteur et l'inférieur sert à stocker les bombes et le carburant, tout en abritant les bombardiers. Cette configuration à étage est un autre problème de l'avion, puisqu'elle induit une mauvaise répartition du poids lors de l’atterrissage, après que le R.I ait épuisé son carburant et ses réserves de bombes. Le compartiment inférieur étant alors vide, il a tendance à basculer sur le nez (ce qui entraîne la destruction de l'exemplaire 40/16).
Sur le plan de l'armement, certains dessins de conceptions montrent le Linke-Hofmann R.I équipé de trois mitrailleuses d'un type non spécifié (deux au sommet du fuselage et une dans l'espace vide situé au centre de l'appareil).

## Tests

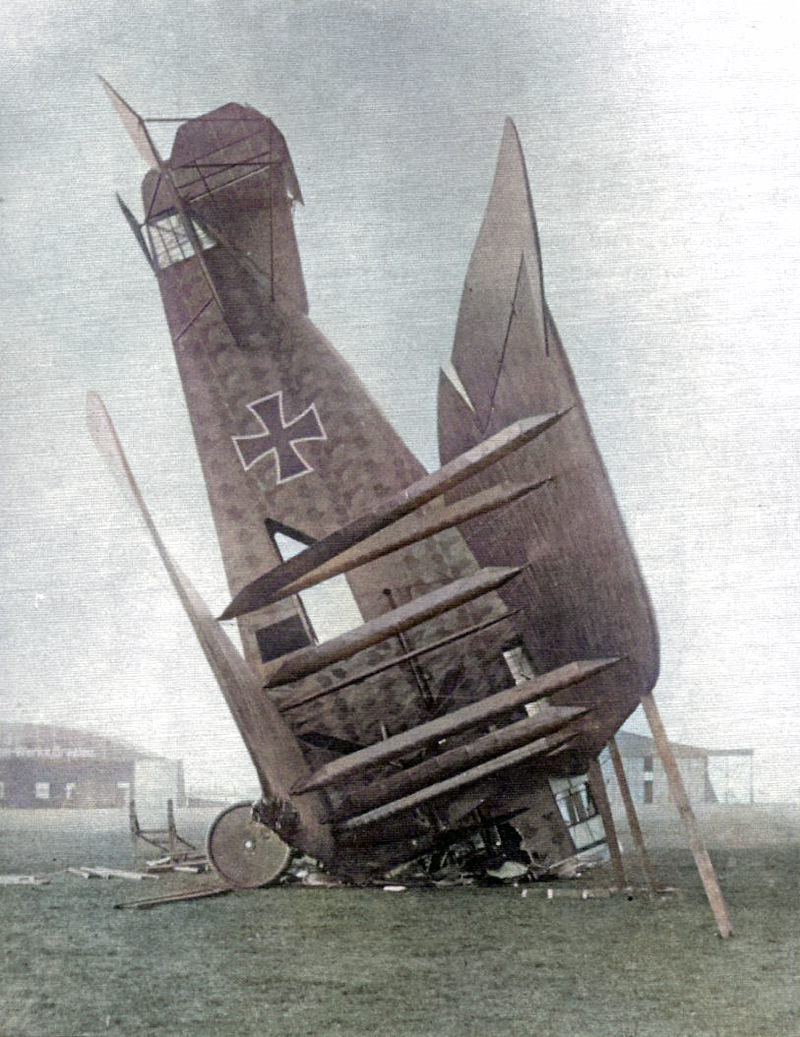
Exemplaire 40/16 après son accident.

Les essais en vol de l'exemplaire 8/15 (celui au fuselage en acétate de cellulose) commencent au printemps 1917 mais ne s'avèrent pas satisfaisants pour les raisons évoquées plus haut. L'avion s'avère en plus difficile à poser car le pilote a du mal à juger de l'altitude en raison de la position élevée de sa cabine. De plus, les commandes de vol répondent mal en raison des torsions fréquentes des ailes, trop légères pour un avion de cette taille,. 
Bien que la commande des ailerons soit problématique, la commande des gouvernes de direction et de profondeur est jugée satisfaisante et la conception non conventionnelle du fuselage ne semble pas avoir d'autre d'effet négatif sur les caractéristiques de vol de l'avion, notamment en termes d'aérodynamisme. Ces premiers tests sont jugés suffisamment bons pour entraîner la commande de trois autres exemplaires, recouverts du motif camouflage habituel de la Luftstreitkräfte.
Cependant, la dangerosité de l'appareil en cas d'accident est mise en évidence lors de la destruction des deux prototypes dans des accidents. Les ailes trop fragiles du 8/15 se brisent à basse altitude lors d'un essai en vol, entraînant la mort de deux membres d'équipage. Le 40/16, modifié d'après les leçons apprises de son prédécesseur, lui, bascule sur le nez lors d'un atterrissage un peu trop brutal qui entraîne la rupture d'un essieu.
Face à ces deux échecs, le projet du Linke-Hofmann R.I est abandonné par Idflieg. Au moment de l'arrêt du développement, Linke-Hofmann avait construit deux modèles supplémentaires (le R41 et le R42). Si le R42 terminé a été photographié devant un hangar à Breslau, aucune information n'est disponible sur le 41. Il est également impossible de dire ce qu'il est advenu du R42 après l'abandon du projet.

Linke-Hofmann R.I
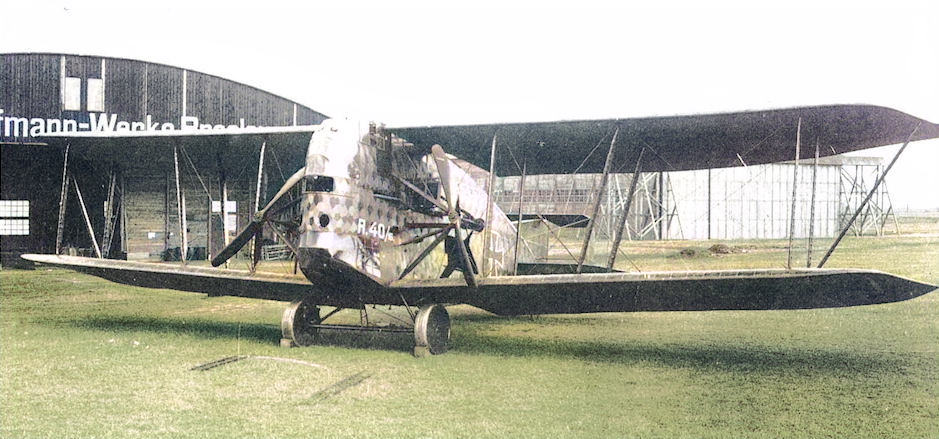
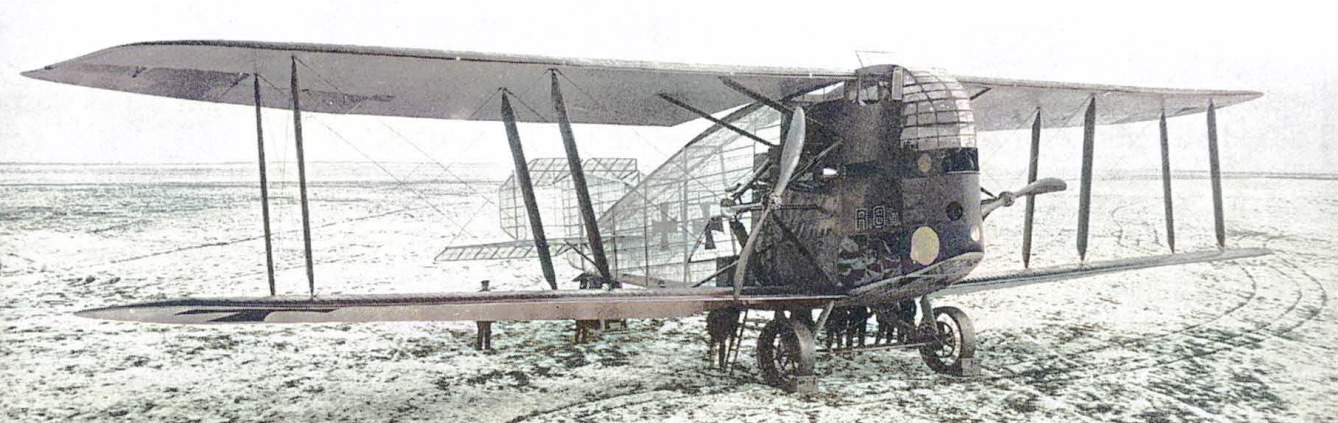
Exemplaire 8/15, avec son fuselage en acétate de cellulose.
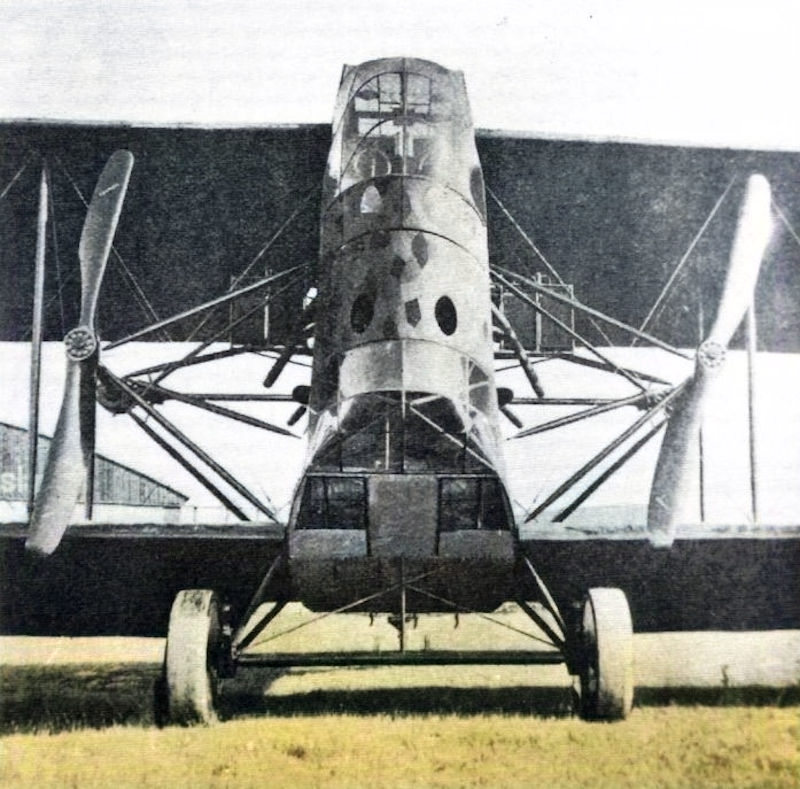
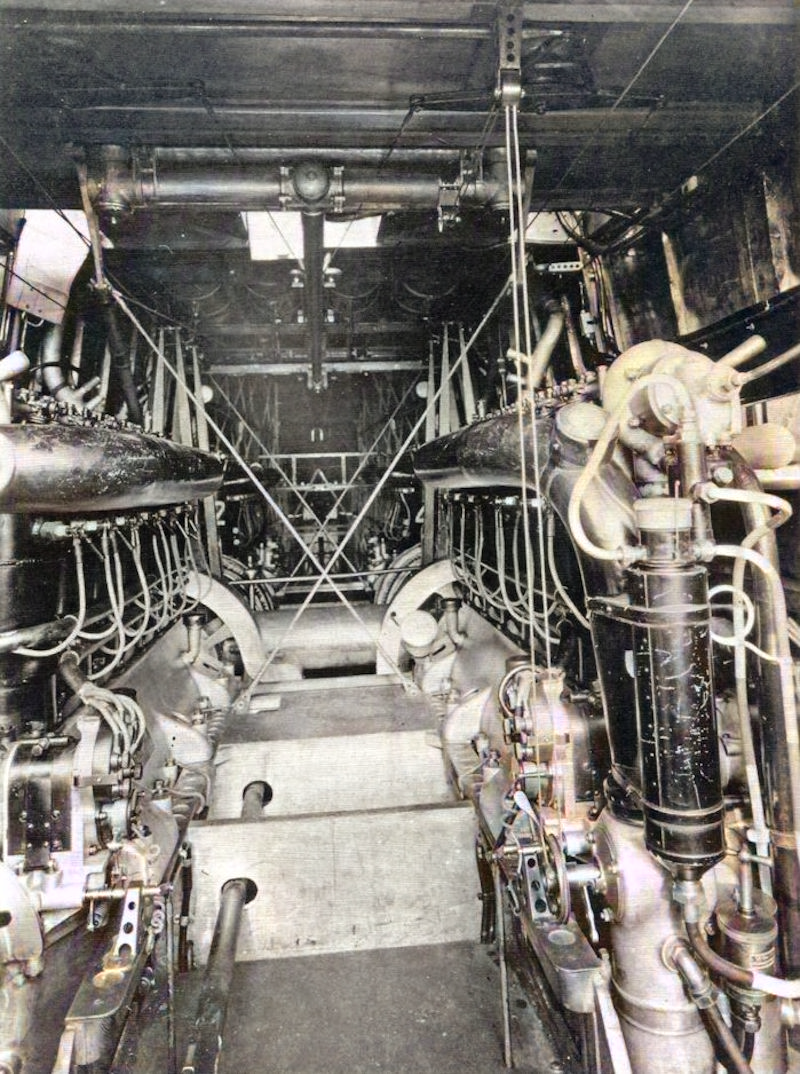
Compartiment moteur
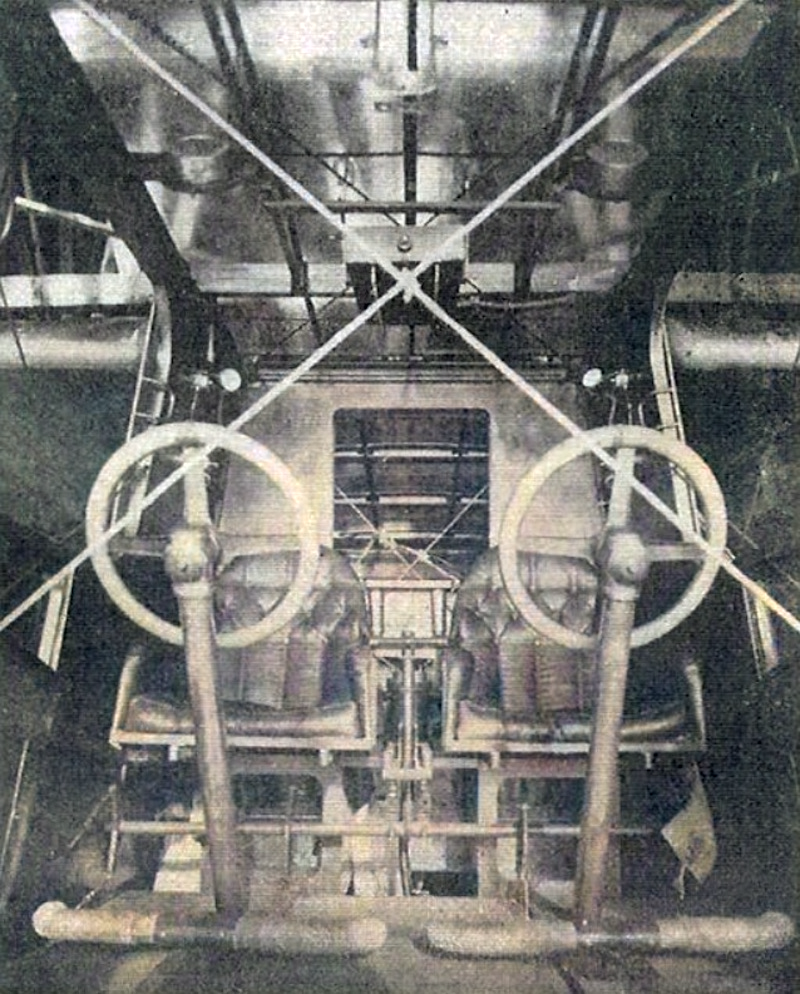
Poste de pilotage

### Avions similaires
- Handley Page V/1500
- Siemens-Schuckert R.VIII
- Zeppelin-Staaken R.VI
- Zeppelin-Staaken R.XVI (en)